# Obleganje Bergena op Zoom (1622)
Obleganje Bergena op Zoom (1622) je bilo obleganje med osemdesetletno nizozemsko osamosvojitveno vojno, ki je potekalo od 18. julija do 2. oktobra 1622. Španski general Ambrosio Spinola je oblegal nizozemsko mesto Bergen op Zoom.

## Ozadje
Španci so mesto že oblegali jeseni 1588. Španci, pod vodstvom vojvode Parmskega,  Aleksandra Farnese, niso uspel zavzeti mesta, ki so ga branili Nizozemci, Angleži in Škoti. Prebivalstvo Bergena Op Zoom je bilo razdeljeno med protestante, ki so bili naklonjeni uporu, in katoličane, ki so bili naklonjeni španski osvojitvi.

## Obleganje
Spinola je poskusil z lažnim manevrom tako, da je poslal del svoje vojske pod vodstvom Henrika van den Bergha v Kleef, drugi del pod vodstvom Luisa de Velasca pa v Steenbergen, ki ga je posledično osvojil Velasco.
Toda mesto ni padlo, ker so ga oskrbovali po morju. Poleg tega je nizozemska mornarica redno bombardirala špansko vojsko in ji povzročalo veliko žrtev. Mladi Mihil de Ruyter je bil eden od teh topničarjev.
Nizozemci so pozvali nemško najemniško vojsko Mansfelda in Kristijana iz Brunswicka, da razbremenijo mesto. Španci so poslali svojo palatinsko vojsko pod poveljstvom Gonzala Fernandeza Córdobe, da bi jih prestregla, kar je 22. avgusta privedlo do bitke pri Fleurusu v Belgiji. Čeprav so Nemci tam izgubili na tisoče mož, Córdoba na koncu ni mogel ovirati njihovega urejenega odhoda proti Bergnu.
Septembra 1622, ko sta Spinola in Velasco zavzela Steenbergen, sta napredovala in začela oblegati Bergen op Zoom. Princ Mavricij je spoznal namere Španije in poslal sira Roberta Hendersona, da okrepi in poveljuje garniziji v Bergnu op Zoom. Henderson je, kot beleži kronist, v bitki vodil masovni pohod treh ali štiri tisoč mož iz garnizona, s Škoti in Angleži v avantgardi, z Nizozemci v sredini in Francozi v zadnjem delu. V bitki, ki je »trajala noč in celo jutro«, je bil Henderson ubit. 
Španci, ki jih je do zdaj vodil Velasco, so morali 2. oktobra opustiti obleganje zaradi prihoda vojske pod vodstvom nizozemskega stadtholderja Mavricija Nassauskega, princa Oranskega in Ernsta Mansfeldskega.

## Posledice
V svojih spominih oranski princ pripisuje okrepitve pod guvernerjem Overijsla, Nikolaja Schmelzinga, kot odločilne, kar je privedlo do zasledovanja in ujetja 1200 španskih vojakov v bližini mesta Ommen. Spinolo je obleganje stalo med 5.000 in 10.000 vojaki.